# Marcilly-en-Beauce
Marcilly-en-Beauce är en kommun i departementet Loir-et-Cher i regionen Centre-Val de Loire i de centrala delarna av Frankrike. Kommunen ligger i kantonen Vendôme 2e Canton som tillhör arrondissementet Vendôme. År 2022 hade Marcilly-en-Beauce 323 invånare.

## Befolkningsutveckling
Antalet invånare i kommunen Marcilly-en-Beauce
| Referens: INSEE |